# Gulnande spindling
Gulnande spindling (Cortinarius rubicundulus) är en svampart som först beskrevs av Rea, och fick sitt nu gällande namn av A. Pearson 1946. Gulnande spindling ingår i släktet Cortinarius och familjen spindlingar.  Arten är reproducerande i Sverige. Inga underarter finns listade i Catalogue of Life.